# ラーダン
ラーダン(Láadan)は、女性のためのサピア＝ウォーフの仮説、特に西洋の自然言語が女性よりも男性の見方を表現するのに適合されていたかどうか決定するために、1982年サゼット・H・エルギンによって作られた人工言語である。この言語は、彼女のサイエンス・フィクションシリーズNative Tongueに含まれた。ラーダンは、誰かが言った事についてどのように感じるかを明白に声明する内容を含む文を作るための語を持っている。エルギンによれば、これは意図と発言との不一致を女性に強いる男性中心言語の限界に抗うべく設計されている。

## 音韻論

### 声調
人工言語にしては珍しく、ラーダンは声調言語である。それは四つの異なる声調を使用する。
- lo — /lō/または/lò/、短音、中間か低い声調。一つの符号のない母音に見られる。
- ló — /ló/、短音、高い声調。一つの符号のある母音に見られる。
- loó — /lǒː/、長音、低いところから上昇する声調。第二の母音に符号が付いた2つの母音に見られる。
- lóo — /lôː/、長音、高いところから下降する声調。第一の母音に符号が付いた2つの母音に見られる。

エルギンは、単一声調、高声調としての言語の分析を好む。

エルギンのラーダンの分析において、四つでなくむしろ一つの声調だけがある。ラーダンはいかなる二重(つまり長い)音素を許さない。2つの同一の短母音が単一形態素において並んで見出せるときでも、それらの一つが高声調を付されねばならない。この言語は"máa"や"maá"を許容するが、"maa"はそうではない。"Láadan"という語は、短母音/a/の高声調"lá-"、短母音/a/の無声調"-a"、そして"-dan"の三音節である。
(接辞付加が2つの同一の母音が並ぶ結果となったとき、語中音/h/が、禁じられた連続を阻むために挿入される。) 

### 母音
ラーダンは5つの母音を持つ。
- a — /ɑ/　非円唇後舌広母音 (英語のcalm)
- e — /ɛ/　非円唇前舌半広母音 (英語のbell)
- i — /ɪ/　非円唇前舌め広めの狭母音 (英語のbit)
- o — /o/　円唇後舌半狭母音 (英語のhome)
- u — /u/　円唇後舌狭母音 (英語のboon)

### 子音
ラーダンは、世界の言語の大半に普通存在する子音/p, t, k, g/を欠く。しかし英語と同じ音価のb, d, sh (/ʃ/), m, n, l, r, w, y (/j/),　hを用いる。それらに加えて、三つの二重音字は更なる説明を必要とする。
- th — /θ/　 無声歯摩擦音 (英語のthinkであり、thenでない)
- zh — /ʒ/　 有声後部歯茎摩擦音 (英語のpleasure)
- lh — /ɬ/　 無声歯茎側面摩擦音 (ウェールズ語の llan)

## 文法
大半のラーダンの文は、3つの助詞を含む。
- 言語行為助詞 — これは文頭に生じ、平叙文(bíi)、疑問文(báa)、その他のいずれかとしてそれを付す。関連した会話と筆記において、この助詞はよく省略される。
Bíi平叙文を示す。(通常は任意)
Báa疑問文を示す。
Bó命令を示す。小さい子供へを除き非常に稀である。
Bóo依頼を示す。これは通常命令文や「命令」形である。
Bé約束を示す。
Bée警告を示す。

- 時制助詞 — これは文の二番目に生じ、現在時制 (ril)、過去時制(eril)、未来時制(aril)、または仮定 (wil)のいずれかとしてこれを付す。時制助詞がない場合、その文は前の文と同じ時制を持つと仮定される。

- 根拠助詞 — これは文末に生じ、叙述の信頼性を示す。 証拠性とも関連する。
wa外的または内的に話者に認識されているので話者に知られている。
wi自明であるため話者に知られている。
we夢で話者に認識される。
wáa話者が根拠を信頼するので話者により真と想定される。
waá話者が根拠を信頼しないので話者により偽と想定される。根拠による悪い意図も推測される場合、この形は"waálh"である。
wo話者による想像または発明、仮説
wóo話者が当の言明の有効性に関して全く知識がないのを述べることを示すのに使う。

ラーダンはVSO型語順の言語である。動詞と形容詞は、交換可能である。冠詞はなく
、目的語は接尾辞-thか-ethにより表される。複数形は、動詞に接頭辞me-によってのみ示される。(wo-がこの言語のいくつかのヴァリエーションにおいて使われる。)動詞の後の助詞raは、否定を示す。
| ラーダン                        | 文字通りの翻訳                                        | 慣用翻訳                             |
| ------------------------------- | ----------------------------------------------------- | ------------------------------------ |
| bíi ril áya mahina wa           | 平叙文 現在時制 美しい/美しく 花 客観的真実           | 花は美しい                           |
| báa eril mesháad with           | 疑問文 過去時制 複数行く/来る 女                      | 女たちは行ったか/来たか?             |
| bíi ril lámála with ruleth wa   | 平叙文 現在時制 たたく/撫ぜる 女 猫-目的語 客観的真実 | 女は猫をたたく。                     |
| bóo wil di le neth              | 依頼 仮定 話す/言う 私 あなた-目的語                  | 私はあなたと話せたら、お願いします。 |
| bíi aril meleyan ra lanemid wáa | 平叙文 未来時制 複数-茶色い 否定 犬 推定事実          | 犬たちは茶色くないだろうそうだ。     |

### 形態論
ラーダンは膠着語的形態論を持ち、多くの自然言語が口調、ボディーランゲージ、または婉曲表現で示すことができるのみの様々な感覚や雰囲気を示すいくつかの接辞を使う。
| 接辞     | 意味                                 | 例                                                        |
| -------- | ------------------------------------ | --------------------------------------------------------- |
| (-)lh(-) | 嫌悪・反感                           | hahodimi: "愉快な当惑"; hahodimilh: "不愉快な当惑"        |
| du-      | 試み・挑戦                           | bíi eril dusháad le wa: "私は来ようとした"                |
| dúu-     | 無益な試み                           | bíi eril dúusháad le wa: "私は無駄に来ようとした。"       |
| ná-      | 進行相                               | bíi eril dúunásháad le wa: "私は無駄に来ようとしていた。" |
| -(e)tha  | 自然所有                             | lalal betha: "彼女の母の乳"                               |
| -(e)tho  | 慣習的か合法的所有                   | ebahid letho: "私の夫"                                    |
| -(e)thi  | チャンスによる所有                   | losh nethi: "あなたの金(ギャンブル賞金)"                  |
| -(e)the  | 未知の由来による所有                 | ana worulethe: "あの猫の食べ物"                           |
| -id      | 男性を示す(さもなくば女性または中性) | thul: "母/両親"; thulid: "父"                             |

文頭の叙述行動助詞は、文の全体的様相を拡張する幾つかの接尾辞をも付加しうる。例えば、bíiで始まるものは平叙文だが、bíideで始まるものは、物語の一部である平叙文である。bóothで始まるものは苦しませる依頼であり、báadaで始まるものは、冗談が意図された疑問文を示す。

### 代名詞
ラーダンの代名詞はいくつかの構成部分から作られる。子音lは1人称を、nは2人称を、bは三人称を表す。通常、これらは母音eが後ろに付く。しかし母音aは愛される誰かを示すことに使われる(lhe-は、軽蔑されるものを示すことで前置される)。接尾辞-zhは、4までの数の複数代名詞を示すことに使われ、-nは、それを超える数のとき使われる。lazhは「愛される数人の我ら」を意味し、lhebenは「軽蔑される多くの彼ら」を意味する。